# Liste der Kulturdenkmäler in Biebertal
Die folgende Liste enthält die in der Denkmaltopographie ausgewiesenen Kulturdenkmäler auf dem Gebiet  der Gemeinde Biebertal, Landkreis Gießen, Hessen.
Hinweis: Die Reihenfolge der Denkmäler in dieser Liste orientiert sich zunächst an Ortsteilen und anschließend der Anschrift, alternativ ist sie auch nach der Bezeichnung, der vom Landesamt für Denkmalpflege vergebenen Nummer oder der Bauzeit sortierbar.
Kulturdenkmäler werden fortlaufend im Denkmalverzeichnis des Landes Hessen durch das Landesamt für Denkmalpflege Hessen auf Basis des Hessischen Denkmalschutzgesetzes (HDSchG) geführt. Die Schutzwürdigkeit eines Kulturdenkmals hängt nicht von der Eintragung in das Denkmalverzeichnis des Landes Hessen oder der Veröffentlichung in der Denkmaltopographie ab.

Das Vorhandensein oder Fehlen eines Objekts in dieser Liste ist keine rechtsverbindliche Auskunft darüber, ob es Kulturdenkmal ist oder nicht: Diese Liste entspricht möglicherweise nicht dem aktuellen Stand der offiziellen Denkmaltopographie. Diese ist für Hessen in den entsprechenden Bänden der Denkmaltopographie Bundesrepublik Deutschland und im Internet unter DenkXweb – Kulturdenkmäler in Hessen einsehbar. Auch diese Quellen sind, obwohl sie durch das Landesamt für Denkmalpflege Hessen aktualisiert werden, nicht immer aktuell, da es im Denkmalbestand immer wieder Änderungen gibt.
Eine verbindliche Auskunft erteilt allein das Landesamt für Denkmalpflege Hessen.
Nutze diese Kartenansicht, um Koordinaten in der Liste zu setzen. In dieser Kartenansicht sind Kulturdenkmale ohne Koordinaten mit einem roten bzw. orangen Marker dargestellt und können in der Karte gesetzt werden. Kulturdenkmale ohne Bild sind mit einem blauen bzw. roten Marker gekennzeichnet, Kulturdenkmale mit Bild mit einem grünen bzw. orangen Marker.

## Kulturdenkmäler nach Ortsteilen

### Frankenbach
| Bild            | Bezeichnung       | Lage                                                              | Beschreibung                                                                                     | Bauzeit  | Objekt-Nr. |
| --------------- | ----------------- | ----------------------------------------------------------------- | ------------------------------------------------------------------------------------------------ | -------- | ---------- |
| Bild gesucht BW |                   | Erdaer Straße 1 LageFlur: 14, Flurstück: 84/1                     |                                                                                                  |          | 46929 DDB  |
| Bild gesucht BW |                   | Erdaer Straße 4a LageFlur: 14, Flurstück: 66/4                    |                                                                                                  | 18. Jhd. | 46930 DDB  |
| Bild gesucht BW |                   | Erdaer Straße 5 LageFlur: 14, Flurstück: 79/8                     |                                                                                                  | 18. Jhd. | 46931 DDB  |
| Bild gesucht BW | Ehem. Schule      | Frankenbacher Straße 24 LageFlur: 20, Flurstück: 161/2            |                                                                                                  | 20. Jhd. | 46932 DDB  |
| Bild gesucht BW |                   | Frankenbacher Straße 26 LageFlur: 20, Flurstück: 159/12           |                                                                                                  |          | 46933 DDB  |
| Bild gesucht BW |                   | Kirchstraße 5 LageFlur: 15, Flurstück: 181/2                      |                                                                                                  | 18. Jhd. | 46934 DDB  |
| Bild gesucht BW |                   | Kirchstraße 7 LageFlur: 15, Flurstück: 195/2                      |                                                                                                  |          | 46935 DDB  |
| Bild gesucht BW |                   | Kirchstraße 14, Kirchstraße 16 LageFlur: 15, Flurstück: 286/3     |                                                                                                  |          | 46936 DDB  |
| Bild gesucht BW |                   | Kirchstraße 18 LageFlur: 15, Flurstück: 281/3                     |                                                                                                  | 18. Jhd. | 46937 DDB  |
| Bild gesucht BW | Rat- und Backhaus | Kirchstraße 20 LageFlur: 15, Flurstück: 339/279                   |                                                                                                  |          | 46938 DDB  |
| Bild gesucht BW |                   | Kirchstraße 21 LageFlur: 15, Flurstück: 214                       |                                                                                                  | 18. Jhd. | 46939 DDB  |
| Bild gesucht BW |                   | Kirchstraße 27 LageFlur: 15, Flurstück: 216                       |                                                                                                  | 19. Jhd. | 46940 DDB  |
| Bild gesucht BW |                   | Kirchstraße 29 LageFlur: 15, Flurstück: 425/221                   |                                                                                                  | 18. Jhd. | 46941 DDB  |
| weitere Bilder  | Ev. Kirche        | Kirchstraße 44, Kirchstraße LageFlur: 15, Flurstück: 258/1, 257/7 | Gotische Saalkirche mit schmalem und niedrigerem Rechteckchor und mächtigem, barockem Dachreiter | 17. Jhd. | 46942 DDB  |

### Königsberg
| Bild | Bezeichnung                         | Lage                                                             | Beschreibung | Bauzeit  | Objekt-Nr. |
| --- | ----------------------------------- | ---------------------------------------------------------------- | --- | -------- | ---------- |
| Zwischen „Schloss“ u. Kirche befindet sich die kurze Katergasse - die weitläufige Schlossstraße füllt den Rest des Bilds aus. | Gesamtanlage Königsberg             | Katergasse, Schlossstraße, Wetzlarer Weg Lage                    | |          | 46944 DDB  |
| Bild gesucht BW |                                     | Schlossstraße 17 LageFlur: 1, Flurstück: 41                      | | 1664     | 46946 DDB  |
| Bild gesucht BW |                                     | Schlossstraße 27 LageFlur: 1, Flurstück: 47                      | | 19. Jhd. | 46947 DDB  |
| Bild gesucht BW |                                     | Schlossstraße 35 LageFlur: 1, Flurstück: 56                      | | Um 1800  | 46948 DDB  |
| Bild gesucht BW |                                     | Schlossstraße 37 LageFlur: 1, Flurstück: 55                      | | Um 1800  | 46949 DDB  |
| Bild gesucht BW |                                     | Schlossstraße 39 LageFlur: 1, Flurstück: 57/2                    | |          | 46950 DDB  |
| Bild gesucht BW |                                     | Schlossstraße 41 LageFlur: 1, Flurstück: 65/1                    | | 1620     | 46951 DDB  |
| Bild gesucht BW | Ehemaliges Rathaus                  | Schlossstraße 44 LageFlur: 1, Flurstück: 20                      | | 1806     | 46952 DDB  |
| weitere Bilder | Ev. Kirche                          | Schlossstraße 46 LageFlur: 1, Flurstück: 13/1                    | Barocke Saalkirche auf der äußeren Ringmauer der Burg Königsberg, verschieferter Fachwerkbau mit oktogonalem Dachreiter | 1654     | 46953 DDB  |
| weitere Bilder | Burg Königsberg und Wohnhaus        | Schloßstraße 50, Schloßstraße LageFlur: 1, Flurstück: 14/2, 14/3 | | Um 1240  | 46954 DDB  |
| Bild gesucht BW |                                     | Schlossstraße 53 LageFlur: 1, Flurstück: 68                      | | 18. Jhd. | 46955 DDB  |
| Bild gesucht BW |                                     | Schlossstraße 55 LageFlur: 1, Flurstück: 70                      | | 18. Jhd. | 46956 DDB  |
| Bild gesucht BW | Schreinersch oder Alte Post         | Schlossstraße 56 LageFlur: 1, Flurstück: 8                       | | Um 1800  | 449802 DDB |
| Bild gesucht BW |                                     | Schlossstraße 62 LageFlur: 1, Flurstück: 5                       | | 18. Jhd. | 46958 DDB  |
| Bild gesucht BW | Scheune                             | Schlossstraße LageFlur: 1, Flurstück: 49                         | |          | 46959 DDB  |
| Bild gesucht BW | Hofgut Bubenrod                     | Bubenrod 8 LageFlur: 8, Flurstück: 39/8                          | |          | 46960 DDB  |
| Aussichtsturm auf dem Dünsberg                                                                                                | Aussichtsturm auf dem Dünsberg      | Der Dünsberg LageFlur: 4, Flurstück: 9/1                         | | 1899     | 46962 DDB  |
| Bild gesucht BW | Sachgesamtheit Hof Strupbach        | Hof Strupbach 1 LageFlur: 5, Flurstück: 131/1                    | | Um 1800  | 46945 DDB  |
| Bild gesucht BW | „Melching-Stein“                    | Der Dünsberg LageFlur: 4, Flurstück: 9/4                         | |          | 449803 DDB |
| Obermühle | Obermühle                           | Obermühle 1 LageFlur: 6, Flurstück: 28                           | |          | 46961 DDB  |
| weitere Bilder | Grube Königsberg 1, Der Eulersacker | LageFlur: 5, Flurstück: 132/2,132/4                              | |          | 404671 DDB |

### Krumbach
| Bild                                                   | Bezeichnung                        | Lage                                                                                           | Beschreibung | Bauzeit      | Objekt-Nr. |
| ------------------------------------------------------ | ---------------------------------- | ---------------------------------------------------------------------------------------------- | --- | ------------ | ---------- |
| Fachwerkhäuser in Biebertal-Krumbach, Marburger Straße | Gesamtanlage historischer Ortskern | Lindenstraße, Marburger Straße, Tannenhofstraße Lage                                           | |              | 46964 DDB  |
| Bild gesucht BW                                        |                                    | Lindenstraße 1 LageFlur: 4, Flurstück: 256/1                                                   | | 18. Jhd.     | 46965 DDB  |
| Bild gesucht BW                                        |                                    | Lindenstraße 2 LageFlur: 3, Flurstück: 13/1                                                    | | 18. Jhd.     | 46966 DDB  |
| Bild gesucht BW                                        |                                    | Lindenstraße 8 LageFlur: 3, Flurstück: 6                                                       | | 18. Jhd.     | 46967 DDB  |
| Bild gesucht BW                                        |                                    | Marburger Straße 1 LageFlur: 4, Flurstück: 189                                                 | | 18. Jhd.     | 46968 DDB  |
| Bild gesucht BW                                        | Rathaus                            | Marburger Straße 6 LageFlur: 4, Flurstück: 245/1                                               | | 19. Jhd.     | 46969 DDB  |
| weitere Bilder                                         | Ev. Kirche                         | Im Dorf LageFlur: 4, Flurstück: 241/1, 240/5                                                   | Im Kern romanische Saalkirche mit Resten von Ährenmauerwerk, mächtige Chorturm mit kubischem, verschiefertem Fachwerkgeschoss und zweistufigem barockem Helmaufbau | Romanik      | 46970 DDB  |
| Bild gesucht BW                                        |                                    | Marburger Straße 12 LageFlur: 4, Flurstück: 237/1, 236/1                                       | | 18. Jhd.     | 46971 DDB  |
| Bild gesucht BW                                        |                                    | Marburger Straße 15 LageFlur: 4, Flurstück: 202/2                                              | | 18. Jhd.     | 46972 DDB  |
| Bild gesucht BW                                        |                                    | Marburger Straße 29 LageFlur: 4, Flurstück: 121/2                                              | |              | 46973 DDB  |
| Bild gesucht BW                                        |                                    | Marburger Straße 35 LageFlur: 4, Flurstück: 109/1                                              | | Um 1800      | 46974 DDB  |
| Bild gesucht BW                                        | Tannenhof                          | Auf der großen Bölz LageFlur: 14, Flurstück: 81                                                | |              | 46980 DDB  |
| Bild gesucht BW                                        |                                    | Tannenhofstraße 2 LageFlur: 4, Flurstück: 186/2                                                | | 17./18. Jhd. | 46975 DDB  |
| Bild gesucht BW                                        |                                    | Tannenhofstraße 5 LageFlur: 3, Flurstück: 21/3                                                 | |              | 46976 DDB  |
| Bild gesucht BW                                        |                                    | Tannenhofstraße 7, Tannenhofstraße 5, Tannenhofstraße 9 LageFlur: 3, Flurstück: 21/3,24/1,25/2 | | 18. Jhd.     | 46977 DDB  |
| Bild gesucht BW                                        |                                    | Tannenhofstraße 9 LageFlur: 3, Flurstück: 25/2                                                 | | 19. Jhd.     | 46978 DDB  |
| Bild gesucht BW                                        |                                    | Tannenhofstraße 10 LageFlur: 4, Flurstück: 181/2                                               | | 18. Jhd.     | 46979 DDB  |

### Rodheim-Bieber
| Bild            | Bezeichnung                                              | Lage | Beschreibung                                                                                        | Bauzeit      | Objekt-Nr. |
| --------------- | -------------------------------------------------------- | --- | --------------------------------------------------------------------------------------------------- | ------------ | ---------- |
| Bild gesucht BW | Gesamtanlage Bieber                                      | Hauptstraße, Hainaer Weg Lage                                                                                 | |              | 46982 DDB  |
| Bild gesucht BW | Gesamtanlage Gießener Straße                             | Bieberstraße, Bornweg, Fellingshäuser Straße, Gießener Straße, Mühlecke Lage                                  | |              | 46993 DDB  |
| Bild gesucht BW | Gesamtanlage historischer Ortskern                       | Kirchgasse, Pfarrgasse Lage                                                                                   | |              | 46992 DDB  |
| Bild gesucht BW | Gesamtanlage Hof Haina                                   | Hof Haina Lage                                                                                                | |              | 46983 DDB  |
| Bild gesucht BW |                                                          | Bieberstraße 8 LageFlur: 21, Flurstück: 85/1                                                                  | | 18. Jhd.     | 46996 DDB  |
| Bild gesucht BW |                                                          | Fellingshäuser Straße 3 LageFlur: 21, Flurstück: 35/1                                                         | | 18. Jhd.     | 46997 DDB  |
| Bild gesucht BW |                                                          | Gießener Straße 2 LageFlur: 21, Flurstück: 137/1                                                              | | 17. Jhd.     | 46998 DDB  |
| Bild gesucht BW |                                                          | Gießener Straße 3 LageFlur: 23, Flurstück: 118                                                                | | 18. Jhd.     | 46999 DDB  |
| Bild gesucht BW |                                                          | Gießener Straße 10, Gießener Straße 12 LageFlur: 21, Flurstück: 151/2, 153/1                                  | | 18. Jhd.     | 47000 DDB  |
| Bild gesucht BW |                                                          | Gießener Straße 16 LageFlur: 21, Flurstück: 165/4                                                             | | 17. Jhd.     | 47001 DDB  |
| Bild gesucht BW |                                                          | Gießener Straße 18 LageFlur: 21, Flurstück: 168/5                                                             | | 18. Jhd.     | 47002 DDB  |
| Bild gesucht BW |                                                          | Gießener Straße 20 LageFlur: 21, Flurstück: 172/2                                                             | | 17. Jhd.     | 47003 DDB  |
| Bild gesucht BW |                                                          | Gießener Straße 22 LageFlur: 21, Flurstück: 171/1                                                             | | 18. Jhd.     | 47004 DDB  |
| Bild gesucht BW | Ehem. Rat- und Backhaus                                  | Gießener Straße 23 LageFlur: 22, Flurstück: 16/3                                                              | | 19. Jhd.     | 47005 DDB  |
| Bild gesucht BW |                                                          | Gießener Straße 28 LageFlur: 21, Flurstück: 178/2                                                             | | 18. Jhd.     | 47006 DDB  |
| Bild gesucht BW |                                                          | Gießener Straße 38 LageFlur: 22, Flurstück: 130/7                                                             | | 17. Jhd.     | 47007 DDB  |
| weitere Bilder  | Sachgesamtheit Gailsche Villa mit Park und Gartenhäusern | Gießener Straße 43, Gleibergstraße K 164 , Am Turnerplatz L 3286 LageFlur: 10, Flurstück: 12/3, 12/7, 14, 16  | | 1896         | 46994 DDB  |
| Bild gesucht BW | Schule                                                   | Gießener Straße 46 LageFlur: 22, Flurstück: 108/1                                                             | | 1910         | 47008 DDB  |
| Bild gesucht BW | Backhaus                                                 | Hauptstraße 20 LageFlur: 47, Flurstück: 71/1                                                                  | | 20. Jhd.     | 46984 DDB  |
| Bild gesucht BW |                                                          | Hauptstraße 31 LageFlur: 47, Flurstück: 45/1                                                                  | | 18. Jhd.     | 46985 DDB  |
| Bild gesucht BW |                                                          | Hauptstraße 56 LageFlur: 47, Flurstück: 35/1                                                                  | | 1794         | 46986 DDB  |
| Bild gesucht BW |                                                          | Hof Haina 1 LageFlur: 43, Flurstück: 41/6                                                                     | | 17. Jhd.     | 46987 DDB  |
| Bild gesucht BW |                                                          | Hof Haina 2 LageFlur: 43, Flurstück: 35                                                                       | | 20. Jhd.     | 46988 DDB  |
| Bild gesucht BW |                                                          | Hof Haina 4 LageFlur: 43, Flurstück: 34                                                                       | | 18. Jhd.     | 449795 DDB |
| Bild gesucht BW |                                                          | Hof Haina 6 LageFlur: 43, Flurstück: 6                                                                        | | Um 1600      | 46990 DDB  |
| weitere Bilder  | Ev. Kirche                                               | Kirchgasse 5 LageFlur: 22, Flurstück: 29/3                                                                    | Gotische Saalkirche mit einem spätromanischen Chorturm mit barockem Fachwerkgeschoss und Helmaufbau | 14. Jhd.     | 47009 DDB  |
| Bild gesucht BW |                                                          | Kirchgasse 9 LageFlur: 22, Flurstück: 39/1                                                                    | | 18. Jhd.     | 47010 DDB  |
| Bild gesucht BW | Wasserbehälter                                           | Rimberg LageFlur: 30, Flurstück: 29                                                                           | | 1906         | 47016 DDB  |
| Bild gesucht BW |                                                          | Pfarrgasse 1, Pfarrgasse 3 LageFlur: 23, Flurstück: 132/1, 131/1                                              | | 18./19. Jhd. | 47011 DDB  |
| Bild gesucht BW |                                                          | Pfarrgasse 6 LageFlur: 22, Flurstück: 23/3                                                                    | | 18. Jhd.     | 47012 DDB  |
| Bild gesucht BW |                                                          | Pfarrgasse 9 LageFlur: 23, Flurstück: 138                                                                     | | Um 1800      | 47013 DDB  |
| Bild gesucht BW |                                                          | Pfarrgasse 15 LageFlur: 23, Flurstück: 125/1                                                                  | | 17. Jhd.     | 47014 DDB  |
| Bild gesucht BW | Pfarrhaus                                                | Pfarrgasse 17 LageFlur: 23, Flurstück: 143/1                                                                  | | 1861         | 47015 DDB  |
| weitere Bilder  | Sachgesamtheit Hof Schmitte                              | Hof Schmitte 1, Die Bieber, Die Burgwiese, Die Schmitte, Die Ellerwiesen LageFlur: 19, Flurstück: 92, 93, 124 | ehemaliger Eisenhammer, später Mühle, heute Hotel, Restaurant und Tagungsstätte                     | ab 1457      | 46995 DDB  |
| Bild gesucht BW | Ehem. Schule                                             | Schulstraße 2 LageFlur: 45, Flurstück: 73/2                                                                   | | 1901         | 46991 DDB  |

### Vetzberg
| Bild            | Bezeichnung                                      | Lage | Beschreibung                                                   | Bauzeit                               | Objekt-Nr. |
| --------------- | ------------------------------------------------ | --- | -------------------------------------------------------------- | ------------------------------------- | ---------- |
| Bild gesucht BW | Gesamtanlage historischer Ortskern               | Burg, Burgplatz, Mittelgasse, Obergasse, Untergasse Lage |                                                                |                                       | 47018 DDB  |
| weitere Bilder  | Sachgesamtheit Jüdischer Friedhof                | Haingärten LageFlur: 4, Flurstück: 99 | Jüdischer Friedhof, Kulturdenkmal aus geschichtlichen Gründen. | 1671                                  | 47019 DDB  |
| Bild gesucht BW | Sachgesamtheit Vetzberger Hof                    | Burgstraße, Burgstraße 7, Burgstraße 9, Burgstraße 13, Burgstraße 15, Hofstraße 4, Hofstraße 6, Hofstraße 8, Burgstraße 11 LageFlur: 4, Flurstück: 225,226,227,228,229,230,238/1,239,240/1 |                                                                |                                       | 47021 DDB  |
| Bild gesucht BW | Alte Schule                                      | Burgstraße 41 LageFlur: 4, Flurstück: 79 | Alte Schule                                                    | 1896                                  | 47022 DDB  |
| Bild gesucht BW | Doppelwohnhaus                                   | Mittelgasse 1 LageFlur: 4, Flurstück: 20 | Traufständiges Doppelwohnhaus aus Fachwerk.                    |                                       | 47023 DDB  |
| Bild gesucht BW | Fachwerkwohnhaus                                 | Mittelgasse 2 LageFlur: 4, Flurstück: 1 | Großvolumiges Fachwerkwohnhaus in Hanglage erbaut.             |                                       | 47024 DDB  |
| Bild gesucht BW | Hofanlage                                        | Mittelgasse 3, Untergasse 10 LageFlur: 4, Flurstück: 21,22 | Hofanlage mit Wohnhaus, Anbau und Nebengebäude.                |                                       | 47025 DDB  |
| weitere Bilder  | Sachgesamtheit Burg Vetzberg und Ortsbefestigung | Burg Vetzberg LageFlur: 4, Flurstück: 26, 27, 28, 29, 30, 31, 32, 34, 35, 37, 42, 43, 44, 45, 50, 61, 64, 67, 70                                                                           | Burg Vetzberg und anliegender Gebaüdekomplex.                  | 12. Jahrhundert (Kern der Burganlage) | 47020 DDB  |
| Bild gesucht BW | Backhaus                                         | Untergasse 2 LageFlur: 4, Flurstück: 50 | Kleines, giebelständiges Fachwerkhaus.                         |                                       | 47026 DDB  |